# Simen Agdestein
Simen Agdestein (* 15. Mai 1967 in Asker) ist ein norwegischer Schachgroßmeister und ehemaliger Profi-Fußballspieler.

## Fußballkarriere
Fußball spielte Agdestein als Stürmer für Lyn Oslo (1984–1992) und kam auf acht Einsätze in der norwegischen Fußballnationalmannschaft. Seine Nationalmannschaftskarriere, während der er einen Treffer erzielte, endete, weil er entgegen den Wünschen des Nationaltrainers nicht ins Ausland wechseln wollte, um sein Niveau zu verbessern. 1989 lehnte er ein Vertragsangebot von Beşiktaş Istanbul ab. 1992 beendete eine schwere Knieverletzung seine Profikarriere.

## Schachkarriere

### Einzelerfolge

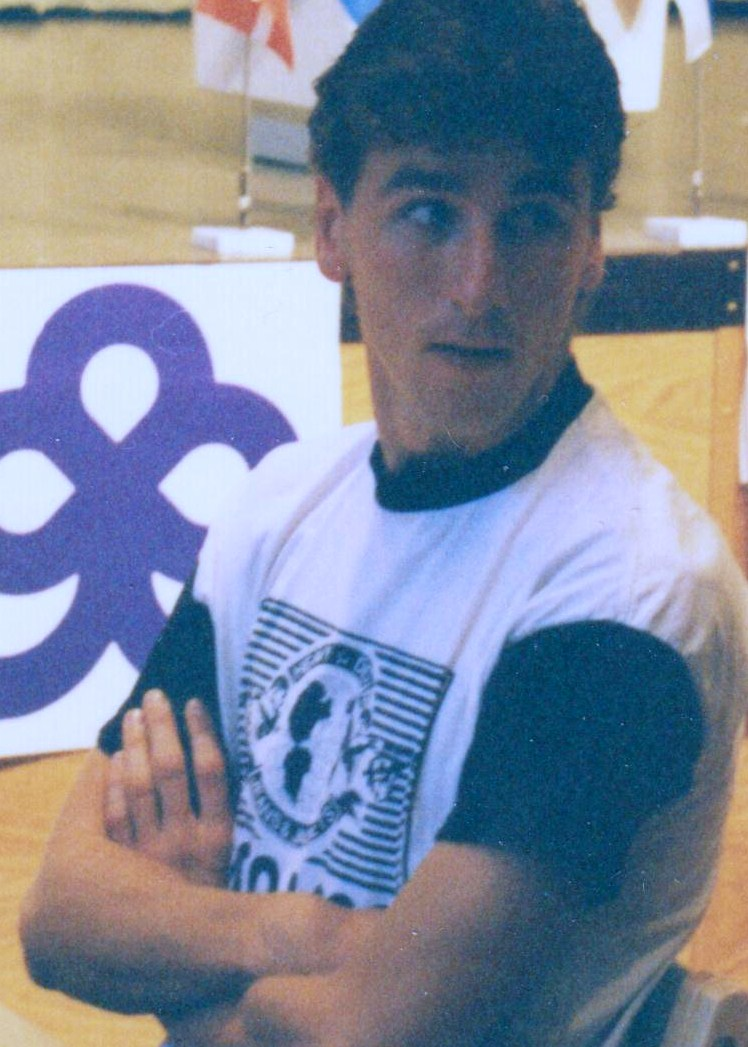
Simen Agdestein im Juli 1989 beim Zonenturnier in Espoo in einer Partie gegen Helgi Ólafsson

Früh machte er auch als Schachspieler auf sich aufmerksam: 1982 wurde er im Alter von 15 Jahren erstmals norwegischer Landesmeister. 1985 erhielt er als erster Norweger den Großmeistertitel. 1986 wurde er Zweiter bei den Jugendweltmeisterschaften in Gausdal; hinter dem Sieger Walter Arencibia, jedoch vor zukünftigen Weltklassespielern wie Jewgeni Barejew und Viswanathan Anand.
Ende Juli 1989 spielte Simen Agdestein das Zonenturnier in Espoo, das er vor Margeir Pétursson und Bent Larsen gewann. Teilnehmer waren 14 Großmeister, die ein Rundenturnier 15 km vom Zentrum Helsinkis entfernt spielten.
Als Schachspieler ist er mit neun Titeln, den letzten holte er im Jahr 2023, Rekord-Landesmeister von Norwegen. 1999 gewann er das bekannte Open in Cappelle-la-Grande, 2003 ein Open in Port Erin (Isle of Man). Im Juli 2013 gewann er überlegen das Open Sant Martí i Barcelona mit 8,5/9 (Elo-Leistung 2901).

### Mannschaftsschach

#### Nationalmannschaft
Agdestein nahm mit der norwegischen Nationalmannschaft zwischen 1982 und 2014 an neun Schacholympiaden teil. Bei seiner ersten Teilnahme 1982 erreichte er am vierten Brett das beste Einzelergebnis.

#### Vereinsschach
Simen Agdestein ist Mitglied der Oslo Schakselskap und wurde mit dieser 2013, 2014 und 2015 norwegischer Mannschaftsmeister. Mit der Oslo Schakselskap nahm er außerdem sechsmal am European Club Cup teil. In der deutschen Schachbundesliga spielte er von 1998 bis 2000 beim Delmenhorster Schachklub und von 2000 bis 2003 beim Lübecker Schachverein von 1873, mit dem er 2001, 2002 und 2003 deutscher Mannschaftsmeister wurde. In der britischen Four Nations Chess League bestritt Agdestein zwischen 2001 und 2004 insgesamt drei Wettkämpfe für Wood Green.

## Leben

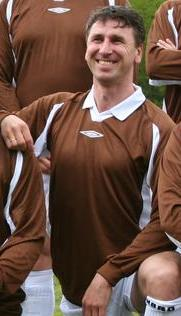
Simen Agdestein als Fußballspieler

In Norwegen ist er auch durch seine Teilnahme an der Fernsehshow Skal vi danse bekannt.
Er trainierte den späteren Schachweltmeister Magnus Carlsen, über dessen frühe Schachkarriere er ein Buch schrieb. Er arbeitet als Lehrer an einem Sportgymnasium in Oslo und schreibt Schachbeiträge für die Zeitung Verdens Gang.
Agdestein war mit Marianne Aasen (* 21. Februar 1967 in Bergen), einer Abgeordneten der Arbeiderpartiet im Storting, verheiratet und hat drei Kinder. Sein älterer Bruder Espen (* 1965) ist ebenfalls Schachspieler und trägt den Titel eines FIDE-Meisters.

## Werke
- Simens sjakkbok, 1997, ISBN 82-05-25146-0.
- Wonderboy, 2004, ISBN 90-5691-131-7 (eine Biografie des Ausnahmetalents Magnus Carlsen).